# Nicolas Hoydonckx
Nicolas Hoydonckx (29 de desembre de 1900 - 4 de febrer de 1985) fou un futbolista belga.

## Selecció de Bèlgica
Va formar part de l'equip belga a la Copa del Món de 1930 i als Jocs Olímpics de 1928.